# آريل (ديزني)
آريل حورية البحر ذات ال 16 عامًا، هي صهباء جميلة تتميز بشعرها الأحمر وصوتها العذب وهي الابنة السابعة للملك ترايتون. فقدت أمها وهي صغيرة عندما كانت تهم بإنقاذ بناتها فقتلتها سفينة قراصنة.
وأباها كان يحبها كثيرًا وصديقها المفضل سمكة لونها أزرق وأصفر اسمها فلتة. آريل هي الوحيدة من أميرات ديزني التي تعيش بالبحر ولها ذيل سمكة.
آريل هي حورية بحر قبل التحول وبشرية بعد التحول.
كانت تحب الأمير العريق إريك ذا ال16 عامًا.
في الجزء الثاني، لديها بنت تدعى ميلودي.

## روابط خارجية
- آريل على موقع ميوزك برينز (الإنجليزية)